# 1. SC Göttingen 05
Maillots
Le 1. SC Göttingen 05 est un club allemand de football localisé à Göttingen en Basse-Saxe.

## Histoire
Un premier club fut créé à Göttingen en 1898 mais il fut démantelé en 1903. Deux ans plus ytard, le 30 juin 1905, fut fondé le Göttinger FC 05.

ancien logo du 1. SC Göttingen 05

En 1920, il fut renommé VfR 05 Göttingen puis en 1921, il fut rebaptisé 1. SC Göttingen 05.
Entre 1921 et 1933, le club joua dans la Westdeutscher Spielverband.
Lorsque les Nazis arrivèrent au pouvoir, ils exigèrent et implémentèrent une réformer des compétitions en créant seize ligues régionales, les Gauliga. Le 1. SC Göttingen 05 joua dans la Gauliga Basse-Saxe.
En 1945, le 1. SC Göttingen 05 fut dissous par les alliés, comme tous les clubs et associations allemands par la Directive n°23.
Le club fut reconstitué assez rapidement, sous l’appellation Schwarz-Gelb Göttingen (Jaune et Noir Göttingen). Le cercle reprit son ancienne appellation de 1. SC Göttingen 05 en 1948.
Lors de la saison 1948-1949, le club accéda à l’Oberliga Nord. Il y joua 10 saisons. Son meilleur classement fut une 5e place obtenue en 1953. Il fut relégué en Amateurliga Niedersachsen-Ost, en 1958.
Après la création de la Bundesliga, en 1963, le club monta en Regionalliga Nord (équivalent D2) pour la saison 1964-1965. De 1966 à 1968, le cercle termina vice-champion, mais ne parvint pas à décrocher sa place parmi l’élite lors du tour final.
Après l’instauration de la 2. Bundesliga en 1974, le 1. SC Göttingen 05 y évolua jusqu’en 1977 puis fut relégué en Oberliga Nord (équivalent D3) . En  fin de saison 1979-1980, le cercle termina vice-champion et décrocha sa place au 2e niveau en battant (1-0 et 1-1) le Berliner FC Preussen lors du traditionnel barrage contre champion de l’Oberliga Berlin.
Le 1. SC Göttingen 05 se classa 18e sur 22 en la 2. Bundesliga Groupe Nord. Mais comme le 2e niveau était ramené à une seule série la saison suivante, le club redescendit. Après plusieurs saisons en milieu de tableau, il fut vice-champion de l’Oberliga Nord en 1989. Lors du tour final pour la montée dans l’antichambre de l’élite, il fut devancé par le MSV Duisburg et le SC Preussen Münster.
Le 1. SC Göttingen 05 fut à nouveau vice-champion au niveau 3 en 1991, mais échoua une nouvelle durant le tour final.
En 1994, le cercle termina 13e mais cela lui permit de rester au niveau 3 au sein de la Regionalliga Nord instaurée à partir de la saison suivante. Mais en fin d’exercice 1994-1995, le club fut relégué en Oberliga Bremen/Niedersachsen (l’Oberliga Nord s’était scindée en deux ligues distinctes).
En 1996, le 1. SC Göttingen 05 fut vice-champion et remonta au niveau 3 du football allemand (Regionalliga). Il y joua deux saisons puis redescendit. Le cercle remporta le titre 1999 et réintégra la Regionalliga. Mais le club manqua de chance car bien que terminant 9e, il fut renvoyé en Oberliga à la suite de la réduction de la Regionalliga de 4 à 2 séries !
Le 1. SC Göttingen 05 ne se laissa pas abattre et remporta nouveau le titre en 2001. Mais il s’inclina lors du barrage contre le FC Holstein Kiel, champion de l’Oberliga Hamburg/Schleswig-Holstein. Vainqueur (2-0) à domicile, Göttingen s’inclina (3-0) au retour.
Toutes ces péripéties mirent le club dans le rouge financièrement. Il fut relégué au 5e niveau, la Verbandsliga, à la fin de la saison 2002-2003, se retrouva en faillite et fut dissous.
La survie de l’héritage de vieux club fut assurée avec la création d’un cercle appelé 1. FC Göttingen 05, ce qui permit aux équipes de jeunes de poursuivre leurs activités. En 2005, une fusion fut conclue avec le RSV Geismar et le club prit alors le nom de RSV Göttingen 05.
Le club est refondé en 2012 sous le nom de I. SC Göttingen 05 (par erreur). Cette erreur sera corrigée en décembre 2022, date à laquelle le club reprend l'orthographe originelle 1. SC Göttingen 05.

## Palmarès
- Vice-champion de la Regionalliga Nord: 1966, 1967, 1968.
- Vice-champion de l’Oberliga Nord: 1980, 1989, 1991.
- Champion de l’Oberliga Bremen/Niedersachsen : 1999, 2001.
- Vice-champion de l’Oberliga Bremen/Niedersachsen : 1996.